# 建國神廟

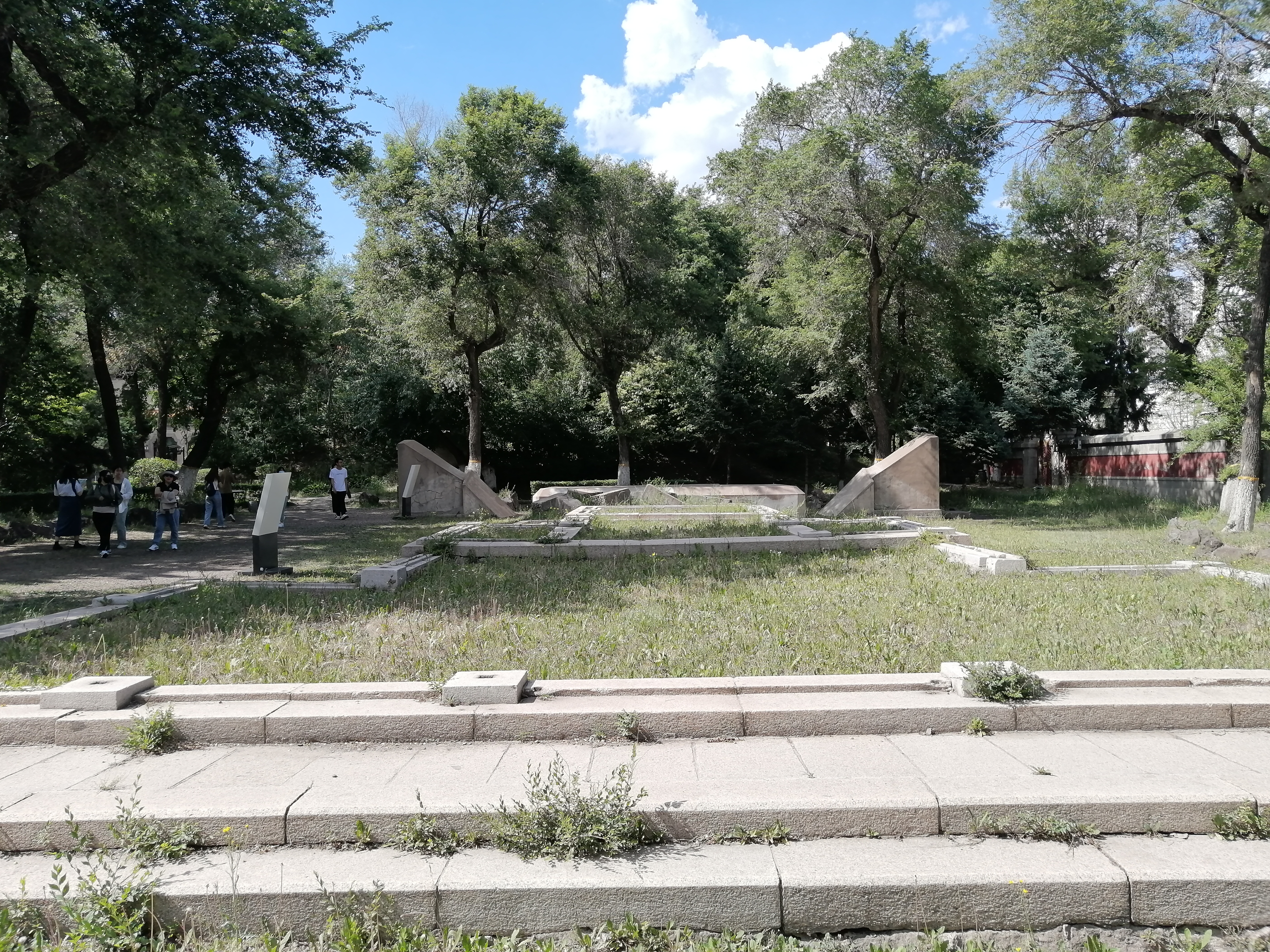
建國神廟遺構

建國神廟原位于满洲国首都新京满洲国帝宫（今中国吉林省长春市伪满皇宫博物院）东御花园的东南角，自建成以来即作为满洲国的国家神庙。
满洲国皇帝溥仪于1940年第二次到日本访问，按照日本方面的意图专程从裕仁天皇的手里请来象征天照大神（代表日本天皇的祖先）的三神器仿製品。回到新京后，溥仪发布了《国本奠定诏书》，宣称满洲国的建立和日本一样，都始于天照大神，从此把天照大神作为满洲国的“建国元神”加以供奉。并在帝宫内建造建国神庙，供溥仪及满洲国官方祭祀天照大神之用。
建国神庙由角南隆设计，满洲国国务院建筑局负责施工，于1940年2月按照日本的营建制度动工兴建，当年5月28日落成。神庙为用白木建造的日本式庙宇，占地面积3000多平方米，建筑面积200平方米，由南向北分为拜殿、祭祀殿、本殿三个部分。
建国神庙在1945年满洲国解体时的混乱中被焚毁，现残存条石庙基。